# 宇都宮市立泉が丘中学校
宇都宮市立泉が丘中学校（うつのみやしりつ いずみがおかちゅうがっこう）は、栃木県宇都宮市にある公立の中学校である。

## 沿革
泉が丘中学校開校前の中学生は、宇都宮市立陽北中学校と平石中学校（その後廃校）へと通学していた。陽北中学校の生徒数の増加や1956年（昭和31年）から住民の中学校誘致運動により、第二次世界大戦中は軍需工場であり1949年（昭和29年）に閉鎖された東京各和製作所宇都宮工場跡地に念願の中学校が1960年（昭和35年）に新設された。学校の近くを流れる越戸川の源流は、豊かな湧水があったことと、源流から見る学校地は小高い丘であったことから、「泉が丘」と命名され、後に町名も「泉が丘」となった。
工場跡地のため、開校後も職員や生徒、地域の人によって校庭整備や植樹が行われた。

### 年表
- 1960年（昭和35年）
  - 4月1日 - 開校。生徒数754名、教職員28名[7]
  - 4月8日 - 入学式は校庭で実施、女子は制服がなかった[6]
- 1961年（昭和36年）3月 - 第一回卒業式も校庭で実施[6]
- 1962年（昭和38年）3月 - 第三回卒業式では、降雨のため各教室で放送を通しての卒業式であった[6]
- 1968年（昭和43年）2月12日 - 体育館完成[7]
- 1970年（昭和45年） - 簡易ビニールプール（20m級）完成[7]
- 1971年（昭和46年） - プール用脱衣場完成[7]
- 1975年（昭和50年） - 教職員の宿直廃止[7]
- 1978年（昭和53年） - 運動部室完成[7]
- 1979年（昭和54年）4月4日 - アルミ製25mプール完成[7]
- 1980年（昭和55年） - 栃の葉国体に炬火リレー、ブラスバンド等で参加[7]
- 1981年（昭和61年）4月 - 宇都宮市立鬼怒中学校新設し、泉が丘中より分離[7]
- 1989年（平成元年）
  - 9月28日夜 - 校舎火災発生[8]
  - 10月 - 教師と生徒らによって連日校舎清掃実施[8]
  - 10月20日 - プレハブ校舎竣工し移転[9]
- 1990年（平成2年）
  - 1月19日 - 新校舎落成[9]
  - 4月 - 制服を男女ともブレザー型に変更[7]
- 1991年（平成3年） - 校舎東側の並木道完成[7]
- 1993年（平成5年） - 新体育館落成、サッカー部全国大会で3位入賞[7]
- 1995年（平成7年） - 体操着変更[7]
- 2001年（平成13年） - 危機管理の見直しにより校門に門扉設置[7]
- 2002年（平成14年）9月5日 - 学校近くの親水水路である「越戸せせらぎ通り」の清掃ボランティア活動により国土交通大臣賞（いきいき下水道賞、下水道普及啓発活動部門）受賞[10]
- 2004年（平成16年） - 渡辺貞夫のリズムスクールで生徒3名がブラジルで交流演奏[11]

## 部活動
出典
- 卓球部
- 剣道部
- 弓道部 - 指導は外部講師に依頼[13]
- バドミントン部
- バスケットボール部
- 演劇部
- 吹奏楽部
- 美術部
- パソコン部
- 合唱部
- サッカー部
- 野球部
- 陸上部
- ソフトテニス部
- 水泳部

### かつて存在した
- 書道部、英語部（昭和37年度）[14]
- 統計部、電気通信部（昭和45年度）[15]
- 男子バレーボール部（昭和49年度）[15]
- バトン部（昭和51年度）[15]
- ギタークラブ、体操部（昭和56年度）[8]
- 科学部、ソフトボール部（平成3年度）[16]

## 通学区域
出典
- 宇都宮市
  - 泉が丘1丁目の一部，泉が丘2丁目 - 7丁目
  - 今泉町の一部
  - 越戸1丁目 - 4丁目
  - 越戸町
  - 宿郷1丁目，宿郷2丁目の一部，宿郷3丁目の一部
  - 中今泉3丁目の一部，中今泉4丁目 - 5丁目
  - 中久保1丁目の一部，中久保2丁目の一部
  - 東宿郷1丁目 - 6丁目
  - 平出工業団地の一部
  - 元今泉1丁目 - 8丁目
  - 峰1丁目の一部
  - 川向町の一部
  - 宮みらいの一部

## 著名な卒業生
- 藤田義明[16] - 元プロサッカー選手

## 周辺
- 宇都宮工業団地

## 交通
- JR東日本宇都宮線宇都宮駅西口より関東バス越戸経由平出工業団地行き、または柳田車庫行きにて「泉が丘小学校前」バス停下車、徒歩約5分[18]